# Begonia sparreana
Espèce
Statut de conservation UICN

 VU D2 : Vulnérable
Begonia sparreana est une espèce de plantes de la famille des Begoniaceae. Ce bégonia est originaire de l'Équateur. L'espèce fait partie de la section Knesebeckia. Elle a été décrite en 1979 par Lyman Bradford Smith (1904-1997) et Dieter Carl Wasshausen (1938-…). L'épithète spécifique sparreana signifie « de Sparre », en référence au botaniste suédois Benkt Sparre (es), récolteur in situ du type,.   

## Répartition géographique
Cette espèce est originaire du pays suivant : Équateur.